# Sydlig gulnäbbstoko
Sydlig gulnäbbstoko (Tockus leucomelas) är en fågel i familjen näshornsfåglar inom ordningen härfåglar och näshornsfåglar.

## Utseende och läte
Sydlig gulnäbbstoko är en medelstor och mestadels svartvit näshornsfågel med mycket tydligt gul näbb som gett den smeknamnet "flygande banan". Den skiljer sig från liknande östlig gulnäbbstoko på den bara hudens färg runt ögat och på strupen. Lätet är ett ihållande "ko-ko" som övergår i ett crescendo.

## Utbredning och systematik
Fågeln förekommer på torr savann i södra centrala och södra Afrika. Den delas in i två underarter med följande utbredning:
- Tockus leucomelas elegans – sydvästra Angola
- Tockus leucomelas leucomelas – Namibia till västra Moçambique och norra Sydafrika

## Levnadssätt
Sydlig gulnäbbstoko hittas i halvöken, savann och öppna skogsområden. Den ses också nära människan vid lägerplatser. Fågeln uppträder i par och smågrupper, hoppande på marken på jakt efter ryggradslösa djur. När den störs flyger den in i träden.

## Status och hot
Arten har ett stort utbredningsområde, men tros minska i antal, dock inte tillräckligt kraftigt för att den ska betraktas som hotad. Internationella naturvårdsunionen IUCN listar arten som livskraftig (LC).

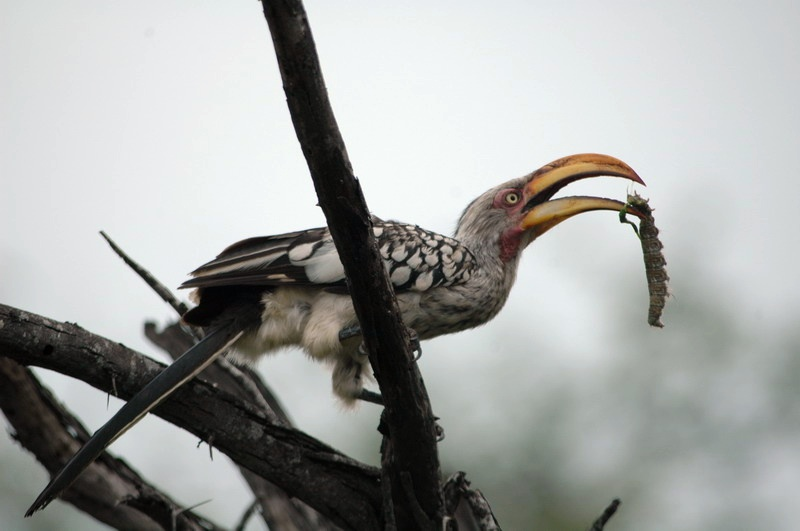